# Tenkrát v Americe
Tenkrát v Americe (v anglickém originále Once Upon a Time in America) je americko-italský kriminální film z roku 1984. Režisérem filmu je Sergio Leone. Hlavní role ve filmu ztvárnili Robert De Niro, James Woods, Elizabeth McGovern, James Hayden a William Forsythe.

## Děj
V roce 1933 pátrají tři zločinci po muži jménem "Noodles" a mučí lidi, aby získali informace. Vstoupí do divadla wayang, jehož majitelé vklouznou do skrytého opiového doupěte uvnitř budovy a varují Noodlese. Ten je apatický, omámený a svírá v ruce noviny, v nichž se píše o smrti pašeráků Patricka Goldberga, Philipa Steina a Maximiliana Bercoviče. Vzpomíná si, jak pozoroval policii, která odnášela jejich mrtvoly, přičemž Maxova byla spálená k nepoznání. Noodles uniká dopadení a opouští město sám a bez peněz.
V roce 1918 se David "Noodles" Aaronson a jeho přátelé "Patsy" Goldberg, "Cockeye" Stein a Dominic protloukají jako děti ulice v manhattanské Lower East Side a páchají drobné zločiny pro místního bosse Bugsyho. Max překazí jednu z jejich loupeží, ale kořist mu ukradne zkorumpovaný policista Whitey. Později policistu vydírají, přistihnou ho při sexu s prostitutkou Peggy a pětice mladíků založí gang se stejnou úrovní policejní ochrany jako Bugsy. Max a Noodles se stanou nejlepšími přáteli.
Po realizaci Noodlesova nápadu ukrývat pašovaný alkohol skupina stoupá v žebříčku. Polovinu výdělku schovají do nádražní skříňky a klíč od ní dají "Tlustému Vočkovi", kamarádovi, který se na jejich činnosti přímo nepodílí. Noodles je zamilovaný do Vočkovy sestry Debory, která sní o tom, že se stane tanečnicí a herečkou. Bugsy, nyní konkurent, nakonec chlapce přepadne a zastřelí Dominika, který zemře Noodlesovi v náručí. V záchvatu vzteku Noodles zabije Bugsyho a zraní policistu a je odsouzen do vězení.
V roce 1930 je Noodles propuštěn a připojuje se ke svým přátelům, nyní prosperujícím pašerákům v době prohibice. Jeho první prací s nimi je loupež diamantů, při níž jako informátorka slouží zaměstnankyně klenotnictví a příležitostná prostitutka Carol. Během loupeže Carol přiměje Noodlese, aby ji udeřil, načež ji znásilní; později se z ní stane Maxova děvka. Skutečnost, že zakázku zadal někdo ze Syndikátu, aby zlikvidoval konkurenci, se Noodlesovi, který na rozdíl od Maxe nemá rád hierarchii a postrádá politické ambice, nelíbí. Gang poskytuje ochranu šéfovi odborů Teamsters Jimmymu O'Donnellovi, ale Noodles později odmítne Maxův plán na prohloubení těchto vazeb.
Ve snaze navázat s Deborou opravdový důvěrný vztah ji Noodles vezme na opulentní rande, kde mu prozradí své plány na kariéru v Hollywoodu. Při zpáteční cestě ji frustrovaný Noodles v limuzíně znásilní. Později se setkává s Debořinou odměřeností, když ji sleduje při nástupu do vlaku do Kalifornie.
Úspěch gangu končí zrušením prohibice v roce 1933. Max navrhne přepadení newyorské Federální rezervní banky, což Noodles a Carol považují za sebevražednou misi. Carol přesvědčí Noodlese, aby informoval policii o menším přestupku, a doufá, že krátké uvěznění zchladí Maxovy ambice. Poté, co Noodles zavolá policii, ho Max během zdánlivě improvizované hádky omráčí. To vede k událostem zobrazeným v prologu: poté, co se probere z bezvědomí a dozví se, že Maxe, Patsy a Cockeye zabila policie, se Noodles s pocitem viny ukryje v opiovém doupěti. Zachrání Vočka, ale zjistí, že jeho nová přítelkyně Eva byla zavražděna a peníze z železniční skříňky zmizely. Když je jeho gang pozabíjen a on sám pronásledován zločinci ze Syndikátu, usadí se Noodles pod cizím jménem v Buffalu.
V roce 1968 je Noodles opožděně informován, že se přestavuje hřbitov Beth Israel, a požádán, aby znovu pohřbil všechny své blízké. Po dotazu mu rabín, který dopis poslal, sdělí, že těla jeho tří mrtvých přátel byla mezitím přemístěna do Riverdale. Noodles si uvědomí, že někdo vydedukoval jeho totožnost, a vrací se na Manhattan, kde zůstává s Moem. Uvnitř riverdaleského mauzolea najde Noodles klíč od železniční skříňky. Nápis na pamětní desce nepravdivě uvádí, že mauzoleum postavil sám Noodles.
Ve skříňce najde kufr plný peněz a vzkaz, že jde o zálohu na jeho další práci. Noodles sleduje zprávy o pokusu o atentát na kontroverzního amerického ministra obchodu Christophera Baileyho. Ve zprávě se Jimmy O'Donnell, stále ještě šéf Teamsters, distancuje od Baileyho korupčního skandálu. Noodles najde Carol v domově důchodců, který provozuje Baileyho nadace. Ta mu řekne, že je Max zmanipuloval, aby ho udali policii, a jako první zahájil palbu, protože si přál zemřít raději mladý než v blázinci jako jeho otec.
Poté, co ji zahlédne na fotografii s věnováním domova důchodců, Noodles vyhledá Deboru, stále ještě herečku, a řekne jí o svém pozvání na večírek v Baileyho sídle. Deborah se přizná, že je Baileyho milenkou, a prosí Noodlese, aby odešel, než bude konfrontován s bolestivým odhalením. Noodles ignoruje Debořinu radu a hned venku spatří Baileyho syna, který zjevně vypadá jako mladší Max.
Na večírku se Noodles setká s Baileym, který mu prozradí, že je ve skutečnosti Max a že s pomocí policie a Syndikátu předstíral svou smrt, ukradl peníze gangu a znovu se vydával za politika, který si sám vydělal a je napojený na Teamsters. Potvrdí, že před lety udělal z Debory svou milenku. Tváří v tvář zkáze a přízraku atentátu na Teamstery Max odhalí, že úkol, který má pro Noodlese, je zabít ho. Noodles, který ho tvrdošíjně označuje Baileyho identitou, odmítá a vysvětluje, že v jeho očích Max zemřel s gangem. Když Noodles opouští panství, rozjede se popelářský vůz a muž, pravděpodobně Max, jde od vchodu směrem k Noodlesovi, dokud mezi nimi neprojede vůz. Noodles vidí, jak šnekový dopravník náklaďáku drtí odpadky, ale muž není nikde vidět.
Epilog se vrací do roku 1933, kdy Noodles po smrti svých přátel vstupuje do opiového doupěte, bere drogu a široce se usmívá.

## Obsazení
| Robert De Niro     | David Aaronson (zvaný "Noodles")   |
| James Woods        | Maximilian Bercovicz (zvaný "Max") |
| Elizabeth McGovern | Deborah Gelly                      |
| James Hayden       | Patrick Goldberg                   |
| William Forsythe   | Philip Stein (zvaný "Cockeye")     |
| Tuesday Weld       | Carol                              |
| Larry Rapp         | Moe Gelly                          |
| Joe Pesci          | Frankie Manoldi                    |
| Treat Williams     | James Conway O´Donnell             |
| Burt Young         | Joe                                |
| Scott Tiler        | mladý Noodles                      |
| Jennifer Connelly  | mladá Deborah Gelly                |

## Ocenění
Gabriella Pescucci získala cenu BAFTA za nejlepší kostýmy. Stejnou cenu v kategorii nejlepší hudba získal Ennio Morricone. Film byl na stejné ocenění nominován ještě v kategoriích nejlepší kamera a režie, Tuesday Weld byla nominována v kategorii nejlepší herečka ve vedlejší roli. Sergio Leone a Ennio Morricone byli také nominováni na Zlatý glóbus.